# Robert Eimler
Robert Eimler (* 6. April 1891 in Helbra; † 3. Februar 1960 in Ulm) war ein deutscher Generalmajor.

## Leben
Eimler war Sohn eines Steigers. Es war damit einer der ganz wenigen Generäle der Wehrmacht, dessen Vater der Arbeiterklasse angehörte. Er trat am 12. Oktober 1909 als Freiwilliger in das Magdeburgische Pionier-Bataillon Nr. 4 der Preußischen Armee ein. Mit diesem Bataillon nahm er am Ersten Weltkrieg teil, wurde dabei mehrfach verwundet und mit beiden Klassen des Eisernen Kreuzes sowie dem Verwundetenabzeichen in Silber ausgezeichnet. Kurz vor Kriegsende avancierte Eimler am 11. Oktober 1918 mit Patent vom 17. April 1914 zum Leutnant.
Nach dem Krieg wurde Eimler in die Reichswehr übernommen und stieg bis 1928 zum Hauptmann auf. Am 1. Januar 1938 wurde er zum Oberstleutnant befördert. Ab dem 10. November 1938 war er Stellvertretender Kommandeur der Festungs-Inspektion II. Die Beförderung zum Oberst erfolgte am 1. November 1940.
Während des Zweiten Weltkriegs wurde Eimler am 18. August 1944 Kommandant der Befestigungen in der Eifel und am 9. November 1944 zum Generalmajor befördert. Am 15. April 1945 geriet er in Kriegsgefangenschaft, aus der er am 5. Juni 1947 entlassen wurde.
Eimler war einer von nur 79 Generalen und Admiralen der Wehrmacht, die aus dem Unteroffiziersstand zum General oder Admiral aufgestiegen sind. Er und Hans Hüttner waren die einzigen dieser Generale und Admirale aus Unteroffiziersrang, welche bereits während des Ersten Weltkrieges wegen Tapferkeit zum Offizier befördert wurden.
Sein Sohn ist der General Eberhard Eimler.